# Goodrich (Dakota Północna)
Goodrich – miasto w Stanach Zjednoczonych, w stanie Dakota Północna, w hrabstwie Sheridan.